# Frank Sinatra em 'Duets'
Foi um especial exibido em 25 de Novembro de 1994, por Frank Sinatra, com base nos Discos Duets e Duets II.
Teve a participação de vários cantores do mundo todo, como o maestro Antonio Carlos Jobim, que gravou um disco com Sinatra em 1967 e que faleceu poucos meses depois da gravação desse especial.

## Brasil
No Brasil foi transmitido pela Rede Globo de Televisão no dia 30 de dezembro de 1994. Existe um comercial datado de 25 de Dezembro de 1994 falando desse especial, porém a Wikipédia em português (porque a em Inglês permite, e tem o link desse comercial da Rede Globo) não permite links do YouTube em suas páginas. (Frank Sinatra Duets - Chamada Globo 1994)